# 卢卡斯影业
卢卡斯影业有限公司是乔治·卢卡斯于1971年在加州旧金山建立的美国电影公司。目前，卢卡斯担任公司主席和首席执行官，Micheline Chau则是公司总裁和首席运营官。
卢卡斯影业最著名的作品是星球大战系列電影，旗下亦有其他大製作電影如印第安纳·琼斯系列、《美国风情画》、《風雲際會》等等。2012年10月30日，迪士尼公司宣布以40.5亿美元收购卢卡斯影业，支付方式为现金加股票。之後卢卡斯影业和迪士尼合作建立星球大战和印第安纳·琼斯的迪士尼主题公园。
此外，盧卡斯影業在電影科技技術上也享有盛名，為电影视觉特效、声音特效和计算机动画的业界领袖，旗下電腦動畫部門更在脫離母公司之後，發展為皮克斯動畫工作室。由于出色的专业技术，盧卡斯影業旗下子公司经常承接其他的电影制作公司的後製工作，也建立了電影業界著名的声音商标The Deep Note和THX标准。近年由于电影制作成本的提高，卢卡斯影业也把部分业务转向电视領域。2005年7月8日，卢卡斯影业的营销部门、网站管理部门和许可证管理部门搬到了旧金山普蕾西迪奥区新建的莱特曼数字艺术中心，与工业光魔和卢卡斯艺术有限公司连成片区。

## 相关公司

### 子公司
- 工业光魔 - 视觉特效
- 天行者音效 - 后期声音剪辑
- 卢卡斯艺术公司 - 影视和电脑游戏（2012年於迪士尼收購後裁撤）[4]
- Lucas Licensing - 许可证管理和销售
  - Lucas Learning - 教育资料
  - Lucas Books - 书籍出版
- Lucasfilm Animation（英语：Lucasfilm Animation） - 动画
  - Lucasfilm Animation Singapore（英语：Lucasfilm Animation Singapore） - 动画
- 卢卡斯在线 - 网站

### 前子公司
- THX标准 Ltd. - 剧场音响系统（2001年脱离卢卡斯影业）
- 彼思（前卢卡斯影业计算机绘图部，1986年脱离卢卡斯影业）

## 影片列表
| 片名                           | 上映年份 | 发行公司                                      | 烂番茄新鲜度               | 票房                                 |
| ------------------------------ | -------- | --------------------------------------------- | -------------------------- | ------------------------------------ |
| 美国风情画                     | 1973     | 环球影业                                      | 97%（页面存档备份，存于）  | $115,000,000（页面存档备份，存于）   |
| 星際大戰四部曲：曙光乍現       | 1977     | 二十世纪福克斯                                | 93%（页面存档备份，存于）  | $775,398,007（页面存档备份，存于）   |
| 美国风情画续集                 | 1979     | 环球影业                                      | 20% （页面存档备份，存于） | $15,014,674 （页面存档备份，存于）   |
| 星際大戰五部曲：帝國大反擊     | 1980     | 二十世纪福克斯                                | 94%（页面存档备份，存于）  | $538,375,067（页面存档备份，存于）   |
| 夺宝奇兵                       | 1981     | 派拉蒙                                        | 96%（页面存档备份，存于）  | $384,140,454（页面存档备份，存于）   |
| 星際大戰六部曲：絕地大反攻     | 1983     | 二十世纪福克斯                                | 83%（页面存档备份，存于）  | $475,106,177（页面存档备份，存于）   |
| Twice Upon a Time              | 1983     | 华纳兄弟                                      | N/A                        | N/A                                  |
| 奪寶奇兵之魔域奇兵             | 1984     | 派拉蒙                                        | 84%（页面存档备份，存于）  | $333,107,271（页面存档备份，存于）   |
| Latino                         | 1985     | Cinecom                                       | N/A                        | N/A                                  |
| 三岛由纪夫传                   | 1985     | 华纳兄弟                                      | 78%（页面存档备份，存于）  | $502,758 （页面存档备份，存于）      |
| 迷宫                           | 1986     | TriStar Pictures                              | 75% （页面存档备份，存于） | $12,729,917 （页面存档备份，存于）   |
| 天降神兵                       | 1986     | 环球影业/漫威娛樂                             | 14%（页面存档备份，存于）  | $37,962,774 （页面存档备份，存于）   |
| 风云际会                       | 1988     | 米高梅                                        | 52% （页面存档备份，存于） | $57,269,863（页面存档备份，存于）    |
| 创业先锋                       | 1988     | 派拉蒙                                        | 83% （页面存档备份，存于） | $19,652,638 （页面存档备份，存于）   |
| 史前大陆                       | 1988     | 环球影业/Amblin Entertainment                 | 70% （页面存档备份，存于） | $48,092,846（页面存档备份，存于）    |
| 奪寶奇兵之聖戰奇兵             | 1989     | 派拉蒙                                        | 88%（页面存档备份，存于）  | $474,171,806（页面存档备份，存于）   |
| 幕后杀手                       | 1994     | 环球影业                                      | 24% （页面存档备份，存于） | $1,316,865 （页面存档备份，存于）    |
| 星際大戰首部曲：威脅潛伏       | 1999     | 二十世纪福克斯                                | 51%（页面存档备份，存于）  | $1,027,044,677（页面存档备份，存于） |
| 星際大戰二部曲：複製人全面進攻 | 2002     | 二十世纪福克斯                                | 66%（页面存档备份，存于）  | $649,398,328（页面存档备份，存于）   |
| 星際大戰三部曲：西斯大帝的復仇 | 2005     | 二十世纪福克斯                                | 79% （页面存档备份，存于） | $848,754,768（页面存档备份，存于）   |
| 印第安納瓊斯：水晶骷髏王國     | 2008     | 派拉蒙                                        | 78%（页面存档备份，存于）  | $786,636,033（页面存档备份，存于）   |
| 星際大戰：複製人之戰           | 2008     | 华纳兄弟                                      | 18%（页面存档备份，存于）  | $68,282,844（页面存档备份，存于）    |
| 紅色尾翼                       | 2012     | 二十世紀福斯                                  | 40% （页面存档备份，存于） | $50,365,377 （页面存档备份，存于）   |
| 仲夏夜魔法                     | 2015     | 華特迪士尼工作室電影 （以試金石影業名义发行） | 18% （页面存档备份，存于） | $13,603,453 （页面存档备份，存于）   |
| 星際大戰七部曲：原力覺醒       | 2015     | 華特迪士尼工作室電影                          | 93%（页面存档备份，存于）  | $2,068,223,624（页面存档备份，存于） |
| 星際大戰外傳：俠盜一號         | 2016     | 華特迪士尼工作室電影                          | 84%（页面存档备份，存于）  | $1,055,516,236（页面存档备份，存于） |
| 星際大戰八部曲：最後的絕地武士 | 2017     | 華特迪士尼工作室電影                          | 91%（页面存档备份，存于）  | $1,332,539,889（页面存档备份，存于） |
| 星際大戰外傳：韓索羅           | 2018     | 華特迪士尼工作室電影                          | 69%（页面存档备份，存于）  | $392,924,807 （页面存档备份，存于）  |
| 星際大戰九部曲：天行者的崛起   | 2019     | 華特迪士尼工作室電影                          | N/A                        | N/A                                  |